# Liste der Gestalten der griechischen Mythologie/H
Die Liste der Gestalten der griechischen Mythologie enthält Gestalten der griechischen Mythologie.
Aufgenommen werden alle durch literarische oder inschriftliche Zeugnisse namentlich bekannten Gestalten. Dazu zählen etwa Götter, Halbgötter, Mischwesen oder Ungeheuer, wie auch im Mythos erscheinende menschliche Figuren oder Tiere. Ebenfalls aufgenommen werden Beinamen, alternative Namen und Gruppennamen.

## Legende
- Name: Deutsche Umschrift des Namens ohne Akzente oder Längenzeichen. Namen, deren traditionellen Umschriften mit Umlaut gebildet werden oder mit einem U beginnen, werden hier ohne Umlaut und mit der Umschrift Ou aufgeführt. So ist z. B. Ödipus unter Oidipus oder Uranos unter Ouranos zu finden.
- griechisch: Altgriechische Schreibung des Namens.
- Beschreibung: Enthält eine knappe Beschreibung der Gestalt, in der sie soweit möglich eingeordnet wird (Gott, Nymphe, Satyr, Sohn oder Tochter von…).
- Nachweise: Die ausführlichen Nachweise stehen im jeweiligen Artikel und nicht in dieser Liste.

Siehe auch die allgemeinen Hinweise zur Liste der Gestalten der griechischen Mythologie.

## Liste
| Name           | griechisch        | Beschreibung                                                                         | Nachweise                                                    |
| -------------- | ----------------- | ------------------------------------------------------------------------------------ | ------------------------------------------------------------ |
| Hades          | Ἅιδης             | Olympier, Gott der Toten, Herrscher der Unterwelt mit vielen Beinamen                | Roscher 1,1778-1813.                                         |
| Haimon         | Αἵμων             | Sohn des Thoas, Vater des Oxylos                                                     | Roscher 1,1815 (4). Pausanias 5,3,5.                         |
| Haimon         | Αἵμων             | Sohn von Kreon und Eurydike in Theben, Geliebter der Antigone                        | Roscher 1,1816 (7). Bibliotheke des Apollodor 3,5,8.         |
| Halesus        |                   | Etruskischer Held und Gründer der Stadt Falerii                                      | Roscher 1,1818 (1).                                          |
| Halesus        |                   | Lapith, von Latreus getötet auf Peirithoos' Hochzeit                                 | Roscher 1,1819 (2). Metamorphosen (Ovid), Buch 12, Vers 426. |
| Halia          | Ἁλία              | Meeresnymphe, mit Poseidon Mutter der Tochter Rhode, auf Rhodos verehrt              | Roscher 1,1819 (2). Diodor 5,55.                             |
| Haliartos      | Ἁλίαρτος          | Sohn des Thersandros, Bruder des Koronos, von Athamas adoptiert                      | Roscher 1,1820. Pausanias 9,34,5.                            |
| Halios         | Ἅλιος             | Lykier, kämpft für Troja, von Odysseus getötet                                       | Roscher 1,1821 (1). Homer: Ilias 5,678.                      |
| Halios         | Ἅλιος             | Sohn von Alkinoos und Arete                                                          | Roscher 1,1821 (2). Homer: Odyssee 8,119.                    |
| Halios         | Ἅλιος             | Meeresgott und Greis, identifiziert mit Nereus, Proteus, Phorkys, Glaukos            | Roscher 1,1821 (3).                                          |
| Halios         | Ἅλιος             | Beiname des Poseidon                                                                 | Roscher 1,1822 (4).                                          |
| Halipheros     | Ἁλίφηρος          | das ist Alipheros, frevelhafter Sohn des Königs Lykaon                               | RE. Roscher 1,1822.                                          |
| Halirrhothios  | Ἁλιρρόθιος        | Sohn des Poseidon und der Euryte oder der Bathykleia                                 | Roscher 1,1822 (1).                                          |
| Halirrhothios  | Ἁλιρρόθιος        | Sohn des Perieres und der Alkyone oder des Poseidon und der Bathykleia               | Roscher 1,1822 (2).                                          |
| Halitherses    | Ἁλιθέρσης         | Sohn des Mastor, Seher und enger Freund des Odysseus auf Ithaka                      | Roscher 1,1822 (1). Homer: Odyssee 2,158.                    |
| Halitherses    | Ἁλιθέρσης         | Sohn von Ankaios und Samia, des Königs der Leleger auf Samos                         | Roscher 1,1822 (2). Pausanias 7,4,2.                         |
| Halitherses    | Ἁλιθέρσης         | Heerführer aus Argos, dargestellt in einem Weihegeschenk zu Delphi                   | VII,2, Sp. 2271                                              |
| Hamadryas      | Ἁμάδρυας          | Tochter des Oreios, mit Oxylos Mutter der in Bäumen lebenden Hamadryaden             | Roscher 1,1824-1827. Scholion, Ilias 11,86.                  |
| Harmonia       | Ἁρμονία           | Göttin der Eintracht, Tochter von Ares und Aphrodite, mit Kadmos Mutter von Ino      | Roscher 1,1830-1832 (1). Hesiod: Theogonie 937.              |
| Harpalyke      | Ἁρπαλύκη          | Heroine der Thraker, amazonenhafte Jägerin, von Hirten erschlagen                    | Roscher 1,1835-1837 (1). Vergil: Aeneis 1,315.               |
| Harpalyke      | Ἁρπαλύκη          | Tochter von Klymenos und Epikaste, vom Vater missbraucht, wird Nachtvogel            | Roscher 1,1837-1839 (2). Parthenios Erotica 13.              |
| Harpalyke      | Ἁρπαλύκη          | Jungfrau aus Athen, die an unerwiderter Liebe zu Iphis stirbt                        | Roscher 1,1839-1841 (3). Athenaios 14,11.                    |
| Harpyia        | Ἃρπυια            | Hündin des Aktaion                                                                   | RE. Roscher 1,1847 (2).                                      |
| Harpyie        | Ἅρπυια            | Töchter des Thaumas, Mischwesen, geflügelte Frauen als Sturmwinde                    | Roscher 1,1842-1847 (1). Hesiod: Theogonie 265.              |
| Hebe           | Ἥβη               | Olympische Göttin der Jugend, Gattin des Herakles, römisch Iuventas                  | Roscher 1,1869-1871. Pindar: Olympia 6,57.                   |
| Hekabe         | Ἑκάβη             | Königin von Troja, mit Priamos Mutter von Hektor, Paris, Kassandra                   | Roscher 1,1878-1883 (1). Homer: Ilias 16,718.                |
| Hekabe         | Ἑκάβη             | Danaide, eine von fast 50, die den Bräutigam Dryas erdolcht                          | Roscher 1,1883 (2). Hyginus: Fabulae 170.                    |
| Hekademos      | Ἑκάδημος          | das ist Akademos, ein athenischer Heros                                              | Roscher 1,1883.                                              |
| Hekaerge       | Ἑκαέργη           | hyperboreische Jungfrau, in Delos verehrt, Tochter des Boreas                        | Roscher 1,1883 (1). Nonnos: Dionysiaka 5,491.                |
| Hekate         | Ἑκάτη             | Göttin der Magie, der Totenbeschwörung, der Wegkreuzungen, der Hexerei               | Roscher 1,1885-1910.                                         |
| Hekateros      | Ἑκάτερος          | Ahne der Oreaden, Satyrn und Kureten                                                 | Roscher 1,1910. Strabon 10,3,19.                             |
| Hekatoncheiren | Ἑκατόγχειρες      | Söhne von Uranos und Gaia mit hundert Armen: Briareos, Gyges, Kottos                 | Roscher 1,1910. Bibliotheke des Apollodor 1,1,1.             |
| Hektor         | Ἕκτωρ             | Sohn von Priamos und Hekabe, der älteste, wichtigster Held von Troja                 | Roscher 1,1910-1927. Homer: Ilias 24,258.                    |
| Hektorides     | Ἑκτορίδης         | Sohn des Hektor, Astyanax                                                            | Roscher 1,1928. Homer: Ilias 6,401.                          |
| Heleios        | Ἕλειος            | Sohn von Perseus und Andromeda, gründet Helos in Lakonien                            | Roscher 1,1928. Bibliotheke des Apollodor 2,4,5.             |
| Helena         | Ἑλένη             | Gattin des Menelaos, die schönste Frau, von Paris nach Troja entführt                | Roscher 1,1928-1978.                                         |
| Helenos        | Ἕλενος            | Sohn von Priamos und Hekabe, Bruder der Kassandra, Seher für Hektor                  | Roscher 1,1979-1981 (1). Bibliotheke des Apollodor 3,12,5.   |
| Helenos        | Ἕλενος            | Sohn des Oinops, ein Grieche gegen Troja, wie sein Vater von Hektor getötet          | Roscher 1,1982 (3). Homer: Ilias 5,707.                      |
| Heliaden       | Ἡλιάδαι           | Töchter des Helios, Schwestern des Phaeton: Phaetusa, Lampetia, Aigle                | Roscher 1,1982-1984.                                         |
| Helichryse     | Ἑλιχρύση          | Nymphe, die zuerst die gleichnamige Blume brach                                      | Roscher 1,1984. Athenaios 15,681,a.                          |
| Helie          | Ἡλίη              | Tochter von Helios und Klymene                                                       | Roscher 1,1985. Hyginus: praef 31.                           |
| Helikaon       | Ἑλικάων           | Sohn des Antenor aus Troja, Gatte der Laodike, der Tochter des Priamos               | Roscher 1,1985 (1). Homer: Ilias 3,122.                      |
| Helikaon       | Ἑλικάων           | Sohn des Lepetymnos und Methymna auf Lesbos, Bruder des Hiketaon                     | Roscher 1,1985 (2). Parthenios Erotica 21.                   |
| Helikaon       | Ἑλικάων           | Anführer des Dionysos im Kampf gegen Poseidon                                        | Roscher 1,1985 (3). Nonnos: Dionysiaka 43,57.                |
| Helikas        | Ἑλίκας            | Sohn des Lykaon, Gründer der Stadt Helike in Achaia                                  | Roscher 1,1985. Stephanos von Byzanz sv Ἑλίκη.               |
| Helike         | Ἑλίκη             | Tochter des Selinus, mit Ion Mutter der Bura                                         | Roscher 1,1985 (1). Pausanias 7,1,2.                         |
| Helike         | Ἑλίκη             | Danaide, eine von fast 50, die den Bräutigam erdolcht                                | Roscher 1,1985 (2). Hyginus: Fabulae 170.                    |
| Helike         | Ἑλίκη             | Nymphe, mit Kynosura eine Amme des Zeus auf Kreta im Ida-Gebirge                     | Roscher 1,1985 (3).                                          |
| Helike         | Ἑλίκη             | Nymphe, mit Kyllene eine Amme des Hermes                                             | Roscher 1,1985 (4). Scholion, Pindar: Olympia 6,144.         |
| Helike         | Ἑλίκη             | Nymphe in Chios, Gattin des Oinopion                                                 | Roscher 1,1986 (5). Parthenios Erotica 20.                   |
| Helike         | Ἑλίκη             | Bacchantin, die von der Gottheit ergriffen zu rasen beginnt                          | Roscher 1,1986 (6). Nonnos: Dionysiaka 17,217.               |
| Helike         | Ἑλίκη             | Hesperide, auf einer Vase in Neapel                                                  | Roscher 1,1986 (7). CIG 8394.                                |
| Helikon        | Ἑλικών            | sanftmütiger Bruder des habsüchtigen Kithairon, mit ihm zum Berg verwandelt          | Roscher 1,1986 (1). Plutarch: de fluviorum 2,3.              |
| Helikon        | Ἑλικών            | gründet die Stadt Helike in Achaia                                                   | Roscher 1,1986 (2). Stephanos von Byzanz sv Ἑλίκη.           |
| Helikonios     | Ἑλικώνιος         | Beiname des Poseidon, zum Tempel der Stadt Helike mit seiner Statue                  | Roscher 1,1986. Homer: Ilias 20,404.                         |
| Helikonis      | Ἑλικωνίς          | Tochter des Thespios, mit Herakles Mutter des Phalias                                | Roscher 1,1986 (1). Bibliotheke des Apollodor 2,7,8.         |
| Helimus        | Ἕλιμος            | identisch mit Elymus, Kentaur, von Kaineus in Ovids Kentauromachie getötet           | Roscher 1,1986                                               |
| Helios         | Ἥλιος             | Gott der Sonne, mit Selene und Eos ein Kind von Hyperion und Theia                   | Roscher 1,1993-2026.                                         |
| Helios         | Ἕλιος             | Sohn des Perseus, eponymer Gründer von Helos in Lakonien, Heleios genannt            | Roscher 1,2026 (1). Strabon 8,5,2. 363.                      |
| Helios         | Ἕλιος             | Sohn von Pelops und Hippodameia, sonst Heleios genannt                               | Roscher 1,2026 (2). Tzetzes 68.                              |
| Hellamene      | Ἑλλαμενή          | Mutter des Antheus, Gattin des Königs von Assesos                                    | Roscher 1,2027. Parthenios Erotica 14.                       |
| Helle          | Ἕλλη              | Tochter des Königs Athamas von Theben, flieht mit Bruder Phrixos nach Kolchis        | Roscher 1,2028 (1).                                          |
| Helle          | Ἕλλη              | Tochter von Phrixos und Chalkiope                                                    | Tzetzes zu Lykophron 22.                                     |
| Hellen         | Ἕλλην             | Stammvater der Hellenen, Sohn des Deukalion, Vater von Aiolos, Doros, Xuthos         | Roscher 1,2029. Diodor 4,60.                                 |
| Hellos         | Ἕλλος             | Lydier, Sohn der Kleito, kämpft für Troja, von Eurypylos getötet                     | Roscher 1,2031 (1). Quintus von Smyrna Posthom. 11,67.       |
| Hellos         | Ἕλλος             | Holzhauer, Stammvater, eine Taube zeigt ihm das Orakel von Dodona                    | Roscher 1,2031 (2). Scholion, Ilias 16,234.                  |
| Hellotia       | Ἑλλωτία           | Beiname der Europa bei den Kretern                                                   | Roscher 1,2031 (1). Hesychios sv Ἑλλ.                        |
| Hellotia       | Ἑλλωτία           | Beiname der Athena in Korinth                                                        | Roscher 1,2031 (2). Etymologicum magnum.                     |
| Hellotia       | Ἑλλωτία           | Tochter des Königs Timandros von Korinth, Schwester von Eurytione, Kotyto, Chryse    | Roscher 1,2031 (3). Scholion, Pindar: Olympia 13,56.         |
| Helops         | Ἕλωψ              | Kentaur, auf der Hochzeit des Peirithoos von diesem getötet                          | Roscher 1,2032. Ovid: Metamorphosen 12,334.                  |
| Heloros        | Ἕλωρος            | Sohn des Istros, kämpft für Troja, von Aias dem Telamonier getötet                   | Roscher 1,2032 (2). Tzetzes: Antehomerica 274.               |
| Hemera         | Ἡμέρα             | Göttin des Tages, Tochter der Nyx, steigt am Morgen aus dem Hades                    | Roscher 1,2032 (1). Hesiod: Theogonie 124.                   |
| Hemerasia      | Ἡμερασία, Ἡμέρα   | Beiname der Artemis in Arkadien, die „Besänftigerin“                                 | Roscher 1,2034. Pausanias 8,18,3.                            |
| Hemerides      | Ἡμερίδης          | Beiname des Dionysos, hat den zahmen Weinstock geschaffen                            | Roscher 1,2034. Pausanias 8,18,3.                            |
| Hemithea       | Ἡμιθέα            | Halbgöttin, sterbliche Schwester von Parthenos und Rhoio, von Apollon erhoben        | Roscher 1,2034 (1). Diodor 5,62.                             |
| Hemithea       | Ἡμιθέα            | Tochter des Kyknos, wohnt mit ihrem Bruder Tennes in Tenedos                         | Roscher 1,2034 (2). Pausanias 10,14,1.                       |
| Henioche       | Ἡνιόχη            | Epiklesis der Hera in Lebadeia                                                       | Roscher 1,2035 (1). Pausanias 9,39,4.                        |
| Henioche       | Ἡνιόχη            | Gattin des Kreon, nahm Amphitryon und Alkmene gastfreundlich auf                     | Roscher 1,2035 (2). Scholion, Ilias 14,323.                  |
| Henioche       | Ἡνιόχη            | Tochter des thebanischen Königs Kreon, Schwester der Pyrrha                          | Roscher 1,2035 (3). Pausanias 9,10,3.                        |
| Henioche       | Ἡνιόχη            | Tochter des Pittheus, mit Kanethos Mutter des Räubers Skeiron                        | Roscher 1,2035 (4). Plutarch: Theseus 25.                    |
| Henioche       | Ἡνιόχη            | Tochter des Harmenios, mit Andropompos Mutter des Melanthos                          | Roscher 1,2035 (5). Scholion, Platon: Sympósion 376.         |
| Heosphoros     | Ἑωσφόρος          | Gott des Morgensternes, Sohn von Eos und Astraios, Bruder der Anemoi                 | Roscher 1,2036. Homer: Ilias 23,226.                         |
| Hephaistia     | Ἡφαιστία          | Tochter von Aiolos und Telepora, Schwester von Aiole, Iphte                          | Roscher 1,2036 (1).                                          |
| Hephaistine    | Ἡφαιστίνη         | Gattin des Aigyptos, Mutter von sechs Söhnen, den Aigyptiaden                        | Roscher 1,2036. Bibliotheke des Apollodor 2,1,5.             |
| Hephaistos     | Ἥφαιστος          | Olympischer Gott für Feuer, Schmiedekunst, Waffen, römisch Vulcanus                  | Roscher 1,2036-2074.                                         |
| Heptaporos     | Ἑπτάπορος         | Flussgott in Mysien am Ida, Sohn von Okeanos und Tethys                              | Roscher 1,2074. Hesiod: Theogonie 341.                       |
| Hera           | Ἥρα               | Olympische Göttin der Frauen, Tochter von Kronos und Rhea, Gattin des Zeus           | Roscher 1,2075-2134.                                         |
| Heraieus       | Ἡραιεύς           | Sohn des Lykaon, Gründer der Stadt Heraia in Arkadien                                | Roscher 1,2134. Pausanias 8,3,1.                             |
| Herakleiden    | Ἡρακλεῖδαι        | Nachkommen des Herakles, an verschiedenen Orten mit vielen Frauen                    | Roscher 1,2135.                                              |
| Herakles       | Ἡρακλῆς           | Heros, Sohn von Zeus und Alkmene, aufgenommen unter die Olympischen Götter           | Roscher 1,2135-2252.                                         |
| Herkyna        | Ἑρκύνα            | Nymphe der Quelle, in Lebadeia beim heiligen Bezirk des Trophonios                   | Roscher 1,2300. Pausanias 9,39,2.                            |
| Hermaphroditos | Ἑρμαφρόδιτος      | Zwitterwesen Mann und Frau, Sohn von Hermes und Aphrodite                            | Roscher 1,2314-2342. Diodor 4,6.                             |
| Hermes         | Ἑρμῆς             | Olympischer Gott des Verkehrs, der Reisenden, der Diebe sowie Götterbote             | Roscher 1,2342-2432.                                         |
| Hermion        | Ἑρμίων            | Sohn des Europs, Enkel des Phoroneus, gründet Hermione in Argolis                    | Roscher 1,2432.                                              |
| Hermione       | Ἑρμιόνη           | Beiname von Demeter und Persephone                                                   | Roscher 1,2433 (1). Pausanias 2,34,5.                        |
| Hermione       | Ἑρμιόνη           | Tochter des Königs Menelaos von Sparta, Gattin des Orestes                           | Roscher 1,2433 (2). Vergil: Aeneis 3,328.                    |
| Hermippe       | Ἑρμίππη           | Tochter des Boiotos, mit Poseidon Mutter des Minyas                                  | Roscher 1,2434. Scholion, Ilias 2,511.                       |
| Hermochares    | Ἑρμοχάρης         | Jüngling, wirft der im Tempel tanzenden Ktesylla beschrifteten Apfel zu              | Roscher 1,2434. Antoninus Liberalis 23.                      |
| Hermodike      | Ἑρμοδίκη          | Gattin des Königs Midas in Phrygien                                                  | Roscher 1,2435.                                              |
| Hermos         | Ἕρμος             | Flussgott in Kleinasien, Sohn von Okeanos und Tethys, auf Münzen                     | Roscher 1,2436-2438 (1). Hesiod: Theogonie 343.              |
| Hermos         | Ἕρμος             | Sohn des Aigyptos, wie fast 50 Brüder von der Danaidenbraut Kleopatra erdolcht       | Roscher 1,2438 (2).                                          |
| Hermos         | Ἕρμος             | Athener, der Theseus auf dem Zug gegen die Amazonen begleitet                        | Roscher 1,2438 (3). Plutarch: Theseus 26.                    |
| Hero           | Ἡρώ               | Danaide, eine von fast 50, die den Bräutigam Andromachos erdolcht                    | Roscher 1,2439 (1). Hyginus: Fabulae 170.                    |
| Hero           | Ἡρώ               | Tochter des Königs Priamos von Troja                                                 | Roscher 1,2439 (2). Hyginus: Fabulae 90.                     |
| Hero           | Ἡρώ               | Priesterin der Aphrodite am Hellespont, mit Leander ein Liebespaar                   | Roscher 1,2439 (3).                                          |
| Herophile      | Ἡροφίλη           | Tochter von Zeus und Lamia, eine Sibylle und Prophetin                               | Roscher 1,2439. Pausanias 10,12,1.                           |
| Heros          | Ἕρση              | Gestalt mit halbgöttlicher Herkunft und wichtiger Rolle für Staatswesen, Heiligtümer | Roscher 1,2441-2589.                                         |
| Herse          | Ἕρση              | Tochter des Königs Kekrops I., Schwester von Aglauros, Erysichthon, Pandrosos        | Roscher 1,2589 (1).                                          |
| Herse          | Ἕρση              | Gattin des Danaos, Mutter von Hippodike und Adiante, zwei Danaiden                   | Bibliotheke des Apollodor 2,1,5.                             |
| Hesione        | Ἡσιόνη            | Tochter des Laomedon, Opfer für ein Seeungeheuer, von Herakles gerettet              | Roscher 1,2591 (3).                                          |
| Hesione        | Ἡσιόνη            | Tochter des Danaos, mit Zeus Mutter des Orchomenos                                   | Roscher 1,2594 (4). Scholion, Ilias 2,511.                   |
| Hesperethusa   | Ἕσπερέθουσα       | Hersperide, neben Aigle und Erytheia                                                 | Roscher 1,2594 (1).                                          |
| Hesperia       |                   | Tochter des Flussgottes Kebren, flieht vor Aisakos                                   |                                                              |
| Hesperiden     | Ἑσπερίδες         | Nymphen, drei bis sieben, auch „afrikanische Schwestern“ genannt                     | Roscher 1,2594-2603. Hesiod: Theogonie 215.                  |
| Hesperos       | Ἕσπερος           | Titan, Bruder des Atlas, bezeichnet den Abendstern (Venus)                           | Roscher 1,2603-2605.                                         |
| Hestia         | Ἑστία             | Olympische Göttin des Herdfeuers, der Familie, Tochter von Kronos und Rhea           | Roscher 1,2605-2653.                                         |
| Hesycheie      | Ἡσυχείη           | Tochter des Königs Thespios, mit Herakles Mutter des Oistrobles                      | Roscher 1,2653. Bibliotheke des Apollodor 2,7,8.             |
| Hesychia       | Ἡσυχία            | Personifikation der Ruhe, Tochter der Dike, Erfindung des Pindar                     | Roscher 1,2653.                                              |
| Hesychos       | Ἥσυχος            | Heros aus Athen, seine Familie ist im Dienst der Eumeniden                           | Roscher 1,2653. Scholion, Sophokles: Ödipus 489.             |
| Hetaira        | Ἥσυχος            | Freundin, Beiname der Aphrodite in Athen und Ephesos                                 | Roscher 1,2653. Athenaios 13,571,c.                          |
| Hetaireios     | Ἑταιρεῖος         | Epiklese des Zeus, Beschützer guter Freundschaft und Kameradschaft                   | Roscher 1,2653. Athenaios 13,572,d.                          |
| Heudanemos     | Εὑδάνεμος         | Heros im Kult der Göttinnen von Eleusis                                              | Roscher 1,2654. Arrian 3,6,18.                               |
| Heuresis       |                   | Nymphe, Göttin der Erfindung                                                         |                                                              |
| Heurippe       | Εὑρίππη           | Beiname der Artemis in Pheneos, die „Rossefinderin“                                  | Roscher 1,2654. Pausanias 8,14,4.                            |
| Hiera          | Ἱέρα              | Gattin des Telephos, kämpft zu Pferd für Troja, von Nireus getötet                   | Roscher 1,2655. Tzetzes, Scholion: Lykophron 1249.           |
| Hierax         | Ἱέραξ             | Verräter des Hermes, als dieser Io stehlen wollte                                    | Roscher 1,2656 (1). Bibliotheke des Apollodor 2,1,3.         |
| Hierax         | Ἱέραξ             | Musiker und Flötenspieler, Schüler des Olympos                                       | Roscher 1,2656 (2). Iulius Pollux 4,10,79.                   |
| Hierax         | Ἱέραξ             | Mariandyner, verehrt Demeter, hat fruchtbare Felder, hilft den Teukrern              | Roscher 1,2656 (3). Antoninus Liberalis 3.                   |
| Hiereia        | Ἱέρεια            | Geliebte des Hermes, Mutter des Giganten Gigas, dessen Sohn Ischenos ist             | Roscher 1,2656. Tzetzes, Scholion: Lykophron 42.             |
| Hieromneme     | Ἱερομνήμη         | Tochter des Flussgottes Simoïs bei Troja, mit Assarakos Mutter des Kapys             | Roscher 1,2658.                                              |
| Hiketaon       | Ἱκετάων           | Sohn des Laomedon, Bruder des Priamos, Vater von Melanippos, Kritolaos               | Roscher 1,2658 (1).                                          |
| Hiketaon       | Ἱκετάων           | Sohn von Lepetymnos und Methymna, Bruder des Helikaon, von Achilleus getötet         | Roscher 1,2658 (2). Parthenios Erotica 21.                   |
| Hilaeira       | Ἱλάειρα           | Tochter von Leukippos und Philodike, Schwester der Phoibe                            | Roscher 1,2658 (1). Bibliotheke des Apollodor 3,10,3.        |
| Hilaeira       | Ἱλάειρα           | Beiname der Selene, die „Heiterstrahlende“                                           | Roscher 1,2658 (2). Hesychios sv.                            |
| Hilaon         | Ἱλάων             | Heros, Sohn des Poseidon                                                             | Roscher 1,2659. Hesychios sv.                                |
| Hileaira       | Ἱλέαιρα           | das ist Hilaeira, Beischrift einer Knöchelspielerin                                  | Roscher 1,2658. CIG 5863.                                    |
| Himaleon       | Ἱμαλέων, -λίων    | Krieger des Bakchos                                                                  | Roscher 1,2659. Nonnos: Dionysiaka 32,234.                   |
| Himalia        | Ἱμαλία            | Göttin des Erntesegens, „Müllerin“, Nymphe in Rhodos, mit Zeus Mutter von Söhnen     | Roscher 1,2659. Diodor 5,55.                                 |
| Himalis        | Ἱμαλίς            | Beiname der Demeter in Syrakus, Göttin des Überflusses beim Getreidemahlen           | Roscher 1,2659 (1). Athenaios 3,109,a.                       |
| Himalis        | Ἱμαλίς            | Dämon der Mühlen                                                                     | Roscher 1,2659 (2).                                          |
| Himera         | Ἱμέρα             | Nymphe, auf Silbermünzen der gleichnamigen Stadt                                     | Roscher 1,2660.                                              |
| Himeropa       | Ἱμερόπα           | Sirenen auf rotfiguriger Vase, neben Odysseus dargestellt                            | Roscher 1,2661. CIG 7697.                                    |
| Himeros        | Ἵμερος            | Personifikation der liebenden Sehnsucht, mit Eros Begleiter der Aphrodite            | Roscher 1,2661 (1). Hesiod: Theogonie 201.                   |
| Himeros        | Ἵμερος            | Vater des Europos, des Namensgebers von Europa, auch Merops                          | Roscher 1,2662 (2). Tzetzes, Scholion: Lykophron 520.        |
| Hippaios       | Ἱππαῑος           | Satyr, tanzend auf schwarzfiguriger Amphora aus Chalkidike                           | Roscher 1,2662. CIG 7459.                                    |
| Hippalektryon  | Ἱππαλεκτρυών      | Mischwesen, Pferd und Hahn, in orientalischer Kunst und Literatur                    | Roscher 1,2662-2664.                                         |
| Hippalkes      | Ἱππάλκης          | Vater der Klymene, der Dienerin der Helena in Troja                                  | Roscher 1,2664. Scholion, Ilias 3,144.                       |
| Hippalkimos    | Ἱππάλκιμος        | Sohn des Itonos, mit Asterope Vater des Peneleos                                     | Roscher 1,2664. Diodor 4,67.                                 |
| Hippalkmos     | Ἵππαλκμος         | Sohn von Pelops und Hippodameia, Bruder von Atreus und Thyestes                      | Roscher 1,2665. Scholion, Pindar: Olympia 1,144.             |
| Hippalmos      | Ἵππαλμος          | Grieche, kämpft gegen Troja, von der Amazone Penthesileia getötet                    | Roscher 1,2665 (2).                                          |
| Hipparis       | Ἵππαρις           | Flussgott auf Silbermünzen von Kamarina                                              | Roscher 1,2665.                                              |
| Hippasos       | Ἵππασος           | Sohn des Königs Keyx in Trachis, Gefährte des Herakles, gefallen gegen Oichalia      | Roscher 1,2665 (1). Bibliotheke des Apollodor 2,7,7.         |
| Hippasos       | Ἵππασος           | Vater des Argonauten Aktor, aus dem Peloponnes                                       | Roscher 1,2665 (2). Bibliotheke des Apollodor 1,19,16.       |
| Hippasos       | Ἵππασος           | Sohn der Leukippe, der Tochter des Minyas, die ihren Sohn zerriss                    | Roscher 1,2665 (3). Antoninus Liberalis 10.                  |
| Hippasos       | Ἵππασος           | Kentaur, auf der Hochzeit des Peirithoos von Theseus getötet                         | Roscher 1,2665 (4). Ovid: Metamorphosen 12,352.              |
| Hippasos       | Ἵππασος           | Sohn des Eurytos, Teilnehmer der kalydonischen Jagd                                  | Roscher 1,2665 (5). Ovid: Metamorphosen 8,313.               |
| Hippasos       | Ἵππασος           | Vater des Lykiers Koiranos, der vor Troja von Odysseus getötet wurde                 | Roscher 1,2665 (6). Ovid: Metamorphosen 13,257.              |
| Hippasos       | Ἵππασος           | Sohn des Priamos                                                                     | Roscher 1,2665 (7). Hyginus: Fabulae 90.                     |
| Hippasos       | Ἵππασος           | Thessaler, kämpft für Troja, von Agenor getötet                                      | Roscher 1,2666 (8). Quintus von Smyrna Posthom. 11,87.       |
| Hippasos       | Ἵππασος           | Vater des Apisaon aus Paionien, der für Troja kämpft                                 | Roscher 1,2666 (9). Homer: Ilias 17,348.                     |
| Hippasos       | Ἵππασος           | Vater des Hypsenor, der gegen Troja kämpft und von Deiphobos getötet wird            | Roscher 1,2666 (10). Homer: Ilias 13,411.                    |
| Hippasos       | Ἵππασος           | Trojaner, Vater von Charops und Sokos                                                | Roscher 1,2666 (11). Homer: Ilias 11,426.                    |
| Hippasos       | Ἵππασος           | Vater des Agelaos aus Milet, der gegen Troja kämpft                                  | Roscher 1,2666 (12). Quintus von Smyrna Posthom. 1,279.      |
| Hippasos       | Ἵππασος           | Vater des Demoleon, eines Lakedaimoniers, der gegen Troja kämpft                     | Roscher 1,2666 (13). Quintus von Smyrna Posthom. 10,120.     |
| Hippaside      | Ἱππασίδης         | Sohn des Hippasos, Wagenlenker des Pammon, eines Sohnes des Priamos                  | Roscher 1,2666 (14). Quintus von Smyrna Posthom. 6,562.      |
| Hippaside      | Ἱππασίδης         | Sohn des Hippasos, griechischer Wagenlenker, von Deiphobos getötet                   | Roscher 1,2666 (14). Quintus von Smyrna Posthom. 9,150.      |
| Hippe          | Ἵππη              | Gattin des Theseus                                                                   | Roscher 1,2666 (1). Athenaios 13,557,a.                      |
| Hippe          | Ἵππη              | Tochter des Anthippos, mit Elatos Mutter des Argonauten Polyphemos                   | Roscher 1,2666 (2). Hyginus: Fabulae 14.                     |
| Hippe          | Ἵππη              | Danaide, eine von fast 50, die den Bräutigam erdolcht                                | Roscher 1,2666 (4). Hesychios sv Ἵππειον.                    |
| Hippe          | Ἵππη              | Tochter des Kentauren Cheiron, leidenschaftliche Jägerin                             | Roscher 1,2666 (5). Hyginus: astronomica 2,18.               |
| Hippeus        | Ἱππεύς            | Sohn von Herakles und Prokris, Zwillingsbruder des Antileon                          | Roscher 1,2666. Bibliotheke des Apollodor 2,7,8.             |
| Hippios        | Ἵππιος            | Sohn des Eurynomos, von der Sphinx in Theben getötet                                 | Roscher 1,2666 (1). Scholion, Euripides: Phönizer 1760.      |
| Hippios        | Ἵππιος            | Beiname des Poseidon und des Ares                                                    | Roscher 1,2666 (2).                                          |
| Hippo          | Ἱππώ              | Okeanide, Tochter von Okeanos und Tethys                                             | Roscher 1,2666 (1). Hesiod: Theogonie 351.                   |
| Hippo          | Ἱππώ              | Königin der Amazonen, stiftet das Bild der Artemis in Ephesos                        | Roscher 1,2666 (2).                                          |
| Hippo          | Ἱππώ              | Tochter des Cheiron, sonst Hippe genannt                                             | Roscher 1,2667 (3).                                          |
| Hippo          | Ἱππώ              | Tochter des Skedasos, Schwester der Molpia, von Lakedaimoniern geschändet            | Roscher 1,2667 (4). Pausanias 9,13,3.                        |
| Hippoboteia    | Ἱπποβότεια        | Tochter des Butas, Gattin des Peirithoos anstelle von Hippodameia (Lapithin)         | Roscher 1,2667. Diodor 4,70.                                 |
| Hippobotes     | Ἱπποβότης         | Vater der Athenais, die mit Alalkomeneus Mutter des Glaukopos ist                    | Roscher 1,2667. Pausanias 9,33,4.                            |
| Hippodamas     | Ἱπποδάμας         | Sohn von Acheloos und Perimede, Vater der Euryte                                     | Roscher 1,2667 (1). Bibliotheke des Apollodor 1,7,3.         |
| Hippodamas     | Ἱπποδάμας         | Sohn des Königs Priamos in Troja, von Aias getötet                                   | Roscher 1,2667 (2). Dictys Cretensis 3,7.                    |
| Hippodamas     | Ἱπποδάμας         | kämpft für Troja, von Achilleus getötet                                              | Roscher 1,2667 (3). Homer: Ilias 20,401.                     |
| Hippodamas     | Ἱπποδάμας         | Trojaner, wahrscheinlich Iphidamas, von Agamemnon getötet                            | Roscher 1,2667 (4). Hyginus: Fabulae 113.                    |
| Hippodamas     | Ἱπποδάμας         | Vater der Nymphe Perimele, der sie ins Meer stürzt                                   | Roscher 1,2667 (5). Ovid: Metamorphosen 8,593.               |
| Hippodameia    | Ίπποδάμεια, -δάμη | Tochter des Oinomaos, mit Pelops Mutter von Atreus und Thyestes                      | Roscher 1,2667-2671 (1). Diodor 4,73.                        |
| Hippodameia    | Ίπποδάμεια, -δάμη | Tochter von Butes, Adrastos oder Atrax, mit Peirithoos Mutter des Polypoites         | Roscher 1,2671 (2). Homer: Ilias 2,742.                      |
| Hippodameia    | Ίπποδάμεια        | ursprünglicher Name der Briseis, der Sklavin des Achilleus                           | Roscher 1,2671 (3). Hesychios sv.                            |
| Hippodameia    | Ίπποδάμεια        | Gattin des Amyntor, Mutter des Phoinix, der sich der Klytia nähert                   | Roscher 1,2672 (4). Homer: Ilias 9,448.                      |
| Hippodameia    | Ίπποδάμεια        | Tochter von Anchises und Eriopis, Schwester des Aeneas, Gattin des Alkathoos         | Roscher 1,2672 (5). Homer: Ilias 13,429.                     |
| Hippodameia    | Ίπποδάμεια        | Tochter von Antimachos, Gattin des Tisiphonos, feuert Trojaner an                    | Roscher 1,2672 (6). Quintus von Smyrna Posthom. 1,404.       |
| Hippodameia    | Ίπποδάμεια, -δάμη | Danaiden, zwei von fast 50, die den Bräutigam Istros und Diokorystes erdolchen       | Roscher 1,2672 (7).                                          |
| Hippodameia    | Ίπποδάμεια, -δάμη | Gattin des Autonoos, Mutter von Erodios, Anthos, Schoineus, Akanthos, Akanthis       | Roscher 1,2672 (8).                                          |
| Hippodameia    | Ίπποδάμεια, -δάμη | Schwester von Meleagros, Phoibe, Eurydike, Menesto, Erato, Antiope                   | Roscher 1,2672 (9).                                          |
| Hippodameia    | Ίπποδάμεια, -δάμη | Dienerin der Penelope                                                                | Roscher 1,2672 (10). Homer: Odyssee 18,182.                  |
| Hippodameia    | Ίπποδάμεια, -δάμη | Begleiterin des Theseus auf der Rückkehr von Kreta                                   | Roscher 1,2672 (11). CIG 8185,b.                             |
| Hippodameia    | Ίπποδάμεια, -δάμη | Gattin des Diomedes                                                                  | Roscher 1,2672 (12). Etymologicum magnum 480,44.             |
| Hippodameia    | Ίπποδάμεια, -δάμη | Beinamen der Aphrodite                                                               | Roscher 1,2672 (13). Hesychios sv.                           |
| Hippodamos     | Ίππόδαμος         | Trojaner, von Odysseus getötet                                                       | Roscher 1,2672 (1). Homer: Ilias 11,335.                     |
| Hippodamos     | Ίππόδαμος         | Trojaner, von Aias getötet                                                           | Roscher 1,2672 (2). Hyginus: Fabulae 113.                    |
| Hippodetes     | Ίπποδέτης         | Beiname des Herakles in Onchestos oder in Theben                                     | Roscher 1,2673. Hesychios sv.                                |
| Hippodike      | Ἱπποδίκη          | Danaide, eine von fast 50, die den Bräutigam Idas erdolcht                           | Roscher 1,2673.                                              |
| Hippodromos    | Ίπποδρόμος        | Sohn von Herakles und Thespiade Anthippe                                             | Roscher 1,2673. Bibliotheke des Apollodor 2,7,8.             |
| Hippokamp      | Ἱππόκαμπος        | Mischwesen, Pferd und Fisch, „Seeungeheuer“, Reittier der Meeresgötter               | Roscher 1,2673-2677.                                         |
| Hippokles      | Ίπποκλῆς          | Kämpfer vor Troja, auf schwarzfiguriger Schale                                       | Roscher 1,2677. CIG 4,praef,18.                              |
| Hippokoon      | Ἱπποκόων          | König von Sparta, Sohn von Oibalos und Najade Bateia, von Herakles getötet           | Roscher 1,2677 (1). Bibliotheke des Apollodor 3,10,4.        |
| Hippokoon      | Ἱπποκόων          | Vater von Neleus, Eneasimos, Alkon, Leukippos, aus Amyklai                           | Roscher 1,2678 (2). Hyginus: Fabulae 10. 14.                 |
| Hippokoon      | Ἱπποκόων          | Sohn des Neleus, einer von zwölf                                                     | Roscher 1,2678 (3). Scholion, Ilias 11,692.                  |
| Hippokoon      | Ἱπποκόων          | Thraker, verwandt mit Rhesos, begleitet ihn nach Troja                               | Roscher 1,2678 (4). Homer: Ilias 10,518.                     |
| Hippokoon      | Ἱπποκόων          | Sohn des Hyrtakos, Thraker, kämpft für Troja, Begleiter des Aeneas                   | Roscher 1,2678 (5). Hyginus: Fabulae 273.                    |
| Hippokoon      | Ἱπποκόων          | Vater der Zeuxippe, „der Pferdekenner“                                               | Diodor 4,68,5.                                               |
| Hippokorystes  | Ἱπποκορυστής      | Sohn des Aigyptos, wie fast 50 Brüder von seiner Danaidenbraut Hyperipte erdolcht    | Roscher 1,2678 (1). Bibliotheke des Apollodor 2,1,5.         |
| Hippokorystes  | Ἱπποκορυστής      | Sohn des Königs Hippokoon aus Amyklai, von Herakles getötet                          | Roscher 1,2678 (2). Bibliotheke des Apollodor 3,10,5.        |
| Hippolyte      | Ἱππολύτη          | Tochter der Amazone Otrere, Königin im Theseus- und Herakles-Mythos                  | Roscher 1,2679 (1). Scholion, Ilias 3,189.                   |
| Hippolytos     | Ἱππόλυτος         | Gigant, Sohn der Gaia, Gegner des Hermes                                             | Roscher 1,2681 (1). Bibliotheke des Apollodor 1,6,2.         |
| Hippolytos     | Ἱππόλυτος         | Sohn des Aigyptos, wie fast 50 Brüder von seiner Danaidenbraut Rhode erdolcht        | Roscher 1,2681 (2). Bibliotheke des Apollodor 2,1,5.         |
| Hippolytos     | Ἱππόλυτος         | König von Sikyon, Sohn des Rhopalos, Vater des Lakestades                            | Roscher 1,2681 (4). Pausanias 2,6,7.                         |
| Hippolytos     | Ἱππόλυτος         | Sohn von Theseus und Hippolyte, in Athen verehrt für Geburt und Hochzeit             | Roscher 1,2681-2687 (5).                                     |
| Hippomachos    | Ἱππομέδων         | Sohn des Antimachos aus Troja, von Leontes getötet                                   | Roscher 1,2687 (1). Homer: Ilias 12,188.                     |
| Hippomachos    | Ἱππομέδων         | Vater der Perineike, die mit Naubolos Mutter des Argonauten Iphitos war              | Roscher 1,2687 (2). Scholion, Apollonios Rhodos 1,207.       |
| Hippomedon     | Ἱππομέδων         | Sohn des Aristomachos, des Bruders des argivischen Königs Adrastos                   | Roscher 1,2687 (1). Bibliotheke des Apollodor 3,6,3.         |
| Hippomedon     | Ἱππομέδων         | Vater des Ereuthalion                                                                | Roscher 1,2687 (2). Scholion, Ilias 4,319.                   |
| Hippomedon     | Ἱππομέδων         | Trojaner, von Neoptolemos getötet                                                    | Roscher 1,2687 (3). Quintus von Smyrna Posthom. 8,86.        |
| Hippomedon     | Ἱππομέδων         | Sohn von Mainalos und Nymphe Okyroë, von Neoptolemos getötet                         | Roscher 1,2687 (4). Quintus von Smyrna Posthom. 11,36.       |
| Hippomedon     | Ἱππομέδων         | Vater des Menoites, der für Troja kämpfte und von Teukros getötet wurde              | Roscher 1,2687 (5). Quintus von Smyrna Posthom. 11,99.       |
| Hippomedusa    | Ἱππομέδουσα       | Danaide, eine von fast 50, die den Bräutigam Alkmenor erdolcht                       | Roscher 1,2688 (1). Bibliotheke des Apollodor 2,1,5.         |
| Hippomenes     | Ἱππομένης         | Sohn des Poseidon, König von Onchestos, Vater des Megareus                           | Roscher 1,2688 (1). Ovid: Metamorphosen 10,605.              |
| Hippomenes     | Ἱππομένης         | Sohn von Megareus und Merope, Gatte der Atalante nach seinem Sieg im Wettlauf        | Roscher 1,2688 (2). Bibliotheke des Apollodor 3,9,2.         |
| Hippomenes     | Ἱππομένης         | Gefährte des Teukros, von Agenor getötet                                             | Roscher 1,2689 (3). Quintus von Smyrna Posthom. 8,311.       |
| Hipponike      | Ἱππονίκη          | Amazone, Gegnerin des Herakles auf rotfiguriger Amphora                              | Roscher 1,2689.                                              |
| Hipponoe       | Ἱππονόη           | Nereide, eine der 50 Töchter von Nereus und Doris, Schiffbrüchige beschützend        | Roscher 1,2689. Hesiod: Theogonie 251.                       |
| Hipponome      | Ἱππονόμη          | Tochter des Menoikeus, Schwester von Kreon und Iokaste, Gattin des Alkaios           | Roscher 1,2689. Bibliotheke des Apollodor 2,4,5.             |
| Hipponoos      | Ἱππόνοος          | Sohn von Priamos und Hekabe in Troja, von Achilleus getötet                          | Roscher 1,2689 (2). Bibliotheke des Apollodor 3,12,5.        |
| Hipponoos      | Ἱππόνοος          | Grieche vor Troja, von Hektor getötet                                                | Roscher 1,2689 (3). Homer: Ilias 11,303.                     |
| Hipponoos      | Ἱππόνοος          | Trojaner, von Achilleus getötet                                                      | Roscher 1,2689 (4). Quintus von Smyrna Posthom. 3,155.       |
| Hipponoos      | Ἱππόνοος          | Sohn des Adrastos, der sich mit dem Vater ins Feuer stürzte                          | Roscher 1,2689 (5). Hyginus: Fabulae 242.                    |
| Hipponoos      | Ἱππόνοος          | Sohn des Triballos, mit Thrassa Vater der Polyphonte                                 | Roscher 1,2689 (6). Antoninus Liberalis 21.                  |
| Hipponoos      | Ἱππόνοος          | König von Olenos, Sohn des Dexamenos, Vater von Kapaneus und Periboia                | Roscher 1,2689 (7). Bibliotheke des Apollodor 3,6,3.         |
| Hippophorbas   | Ἱπποφόρβας        | Jüngling aus Athen, von Theseus aus dem Labyrinth befreit                            | Roscher 1,2690. Servius: Kommentar Aeneis 6,25.              |
| Hippos         | Ἵππος             | tanzender Satyr auf schwarzfigurigem Krater                                          | Roscher 1,2689. CIG 7460.                                    |
| Hippostratos   | Ἱππόστρατος       | Sohn des Amarynkeus, der Periboia entehrte, die Tochter des Hipponoos                | Roscher 1,2689.                                              |
| Hippotes       | Ἱππότης           | Vater des Winddämons Aiolos, der „Reitersmann“                                       | Roscher 1,2691 (1). Diodor 4,67.                             |
| Hippotes       | Ἱππότης           | Sohn von Phylas und Leipephile, Begründer des Apollon Karneios Kultes                | Roscher 1,2691 (2). Diodor 5,9.                              |
| Hippotes       | Ἱππότης           | Sohn des Kreon, Bruder der Glauke                                                    | Roscher 1,2692 (3). Diodor 4,55.                             |
| Hippotes       | Ἱππότης           | Trojaner zur Zeit des Laomedon, Vater der Egesta                                     | Roscher 1,2692 (4). Servius: Kommentar Aeneis 1,550.         |
| Hippothoe      | Ἱπποθόη           | Nereide, eine der 50 Töchter von Nereus und Doris, Schiffbrüchige beschützend        | Roscher 1,2692 (1). Hesiod: Theogonie 251.                   |
| Hippothoe      | Ἱπποθόη           | Danaide, eine von fast 50, die den Bräutigam Obrimos erdolcht                        | Roscher 1,2692 (2). Hyginus: Fabulae 170.                    |
| Hippothoe      | Ἱπποθόη           | Amazone, kämpft mit Penthesileia vor Troja, von Achilleus getötet                    | Roscher 1,2692 (3). Hyginus: Fabulae 163.                    |
| Hippothoe      | Ἱπποθόη           | Tochter von Pelias und Anaxibia, mit ihren Schwestern kocht sie ihren Vater          | Roscher 1,2692 (4). Tzetzes, Scholion: Lykophron 175.        |
| Hippothoe      | Ἱπποθόη           | Tochter von Mestor und Lysidike, mit Poseidon Mutter des Taphios                     | Roscher 1,2692 (5). Bibliotheke des Apollodor 2,4,5.         |
| Hippothoon     | Ἱπποθόων          | Sohn von Poseidon und Alope, von der Mutter ausgesetzt                               | Roscher 1,2692. Pausanias 1,5,2.                             |
| Hippothoos     | Ἱππόθοος          | Sohn des Aigyptos, wie fast 50 Brüder von seiner Danaidenbraut Gorge erdolcht        | Roscher 1,2693 (1). Bibliotheke des Apollodor 2,1,5.         |
| Hippothoos     | Ἱππόθοος          | Sohn des Hippokoon aus Amyklai, von Herakles getötet                                 | Roscher 1,2693 (2). Bibliotheke des Apollodor 3,10,5.        |
| Hippothoos     | Ἱππόθοος          | Sohn des Kerkyon, Herrscher in Arkadien, Vater des Aipytos                           | Roscher 1,2693 (3). Pausanias 8,5,3.                         |
| Hippothoos     | Ἱππόθοος          | Sohn des Königs Priamos aus Troja, von Aias dem Telamonier getötet                   | Roscher 1,2693 (4). Homer: Ilias 24,251.                     |
| Hippothoos     | Ἱππόθοος          | Sohn des Lethos, Anführer der Pelasger                                               | Roscher 1,2693 (5). Homer: Ilias 2,842.                      |
| Hippothoos     | Ἱππόθοος          | Sohn der Megaira                                                                     | Roscher 1,2693 (6). Hyginus: Fabulae 243.                    |
| Hippotion      | Ἱπποτίων          | Phryger, Vater von Morys und Askanios, kämpft für Troja, von Meriones getötet        | Roscher 1,2693 (1). Homer: Ilias 13,792.                     |
| Hippotion      | Ἱπποτίων          | Kentaur, Mischwesen aus Pferd und Mensch, von Herakles getötet                       | Roscher 1,2693 (2). Diodor 4,12.                             |
| Histiaia       | Ἱστίαια           | Tochter des Hyrieus, nach ihr die Stadt in Euboia                                    | Roscher 1,2696 (1). Scholion, Ilias 2,537.                   |
| Historis       | Ἱστορίς           | Tochter des Teiresias, hilft Alkmene mit List zur Geburt des Herakles                | Roscher 1,2697. Pausanias 9,11,2.                            |
| Hodios         | Ὅδιος             | Anführer der Halizonen aus Bithynien, kämpft für Troja, von Agamemnon getötet        | Roscher 1,2698 (1). Homer: Ilias 2,856.                      |
| Hodios         | Ὅδιος             | Herold der Griechen vor Troja, des Telamoniers Aias                                  | Roscher 1,2698 (2). Homer: Ilias 9,170.                      |
| Hodios         | Ὅδιος             | Beiname des Hermes                                                                   | Roscher 1,2698 (3).                                          |
| Hodites        | Ὁδίτης            | Kephene, auf der Hochzeit des Perseus von Klymenos getötet                           | Roscher 1,2698 (1). Ovid: Metamorphosen 5,97.                |
| Hodites        | Ὁδίτης            | Kentaur auf der Hochzeit des Peirithoos, von Mopsos getötet                          | Roscher 1,2698 (2). Ovid: Metamorphosen 12,437.              |
| Hodoidokos     | Ὁδοίδοκος         | siehe Odoidokos, Sohn des Kynos, mit Laonome Vater des Oileus                        | Roscher 1,2698. Lykophron 1150.                              |
| Holkasos       | Ὅλκασος           | Sohn des Tarberos, mit Bruder Thyamis Anführer bei Deriades gegen Dionysos           | Roscher 1,2698. Nonnos: Dionysiaka 26,181.                   |
| Homados        | Ὅμαδος            | Kentaur, gewalttätig gegen Alkyone, von Herakles erschlagen                          | Roscher 1,2698 (1). Diodor 4,12.                             |
| Homados        | Ὅμαδος            | Personifikation des Schlachtenlärms, dargestellt auf dem Schild der Herakles         | Roscher 1,2698 (2). Hesiod: Aspis 155.                       |
| Homargos       | Ὅμαργος           | Hund des Jägers Aktaion, eines von 35 bis 81 Tieren                                  | Roscher 1,2698.                                              |
| Homichle       | Ὁμίχλη            | Personifikation des Nebels                                                           | Roscher 1,2698. Nonnos: Dionysiaka 31,149.                   |
| Homognioi      | Ὁμόγνιοι θεοί     | Schutzgötter des Stammes und der Familie                                             | Roscher 1,2700. Suda sv.                                     |
| Homolippos     | Ὁμόλιππος         | Sohn von Herakles und Thespiade Xanthis                                              | Roscher 1,2700. Bibliotheke des Apollodor 2,7,8.             |
| Homoloa        | Ὁμολώα, -λωία     | Tochter des Enyeus, Prophetin in Delphi, auch Homoloia                               | Roscher 1,2700 (1). Suda sv ὁμολώιος.                        |
| Homoloa        | Ὁμολώία           | Beiname der Demeter in Theben                                                        | Roscher 1,2700 (2). Suda sv ὁμολώια.                         |
| Homoloeus      | Ὁμολωεύς          | Sohn von König Amphion und Niobe, nach ihm ein Tor in Theben                         | Roscher 1,2700. Scholion, Euripides: Phönizer 1119.          |
| Homolois       | Ὁμολωίς           | Tochter der Niobe, nach ihr ein Tor in Theben                                        | Roscher 1,2700 (1). Scholion, Euripides: Phönizer 1119.      |
| Homolois       | Ὁμολωίς           | Prophetin der Enyo, an den Tempel des phytischen Apollon gesandt                     | Roscher 1,2701 (2). Suda sv Ὁμολώιος Ζεύς.                   |
| Homonoia       | Ὁμόνοια           | Personifikation der Eintracht, mit Altar in Olympia                                  | Roscher 1,2701. Pausanias 5,14,6.                            |
| Hopladamos     | Ὁπλάδαμος         | Gigant, begleitet die von Zeus schwangere Rhea zum Schutz gegen Kronos               | Roscher 1,2709. Pausanias 8,36,2.                            |
| Hoples         | Ὁπλής, Ὅπλης      | Vater der Meta, der ersten Gattin des Königs Aigeus                                  | Roscher 1,2709. Bibliotheke des Apollodor 3,15,6.            |
| Hopleus (1)    | Ὁπλεύς            | Lapithe, auf der Hochzeit des Peirithoos, auch Hoplon, Hoplos                        | Roscher 1,2710 (1).                                          |
| Hopleus (2)    | Ὁπλεύς            | Sohn des Lykaon, einer der 50 Frevler, die Zeus vertilgt                             | Roscher 1,2710 (2). Bibliotheke des Apollodor 3,8,1.         |
| Hopleus (3)    | Ὁπλεύς            | Sohn von Poseidon und Kanake, Bruder von Nireus, Epopeus, Aloeus, Triops             | Roscher 1,2710 (3). Bibliotheke des Apollodor 1,7,4.         |
| Hoplon         | Ὅπλον             | Lapithe auf der Françoisvase, siehe Hopleus (1)                                      | Roscher 1,2710.                                              |
| Hoplos         | Ὅπλος             | Lapithe auf einem rotfigurigen Krater, siehe Hopleus (1)                             | Roscher 1,2711.                                              |
| Hora           | Ὥρη, Ὥρα          | Nymphe in Skythien, eine halbe Schlange, mit Zeus Mutter des Kolaxes                 | Roscher 1,2712.                                              |
| Horen          | Ὥραι              | Göttinnen für das geregelte Leben, Töchter von Zeus und Themis                       | Roscher 1,2712-2741.                                         |
| Horkos         | Ὅρκος             | Personifikation der bindenden Kraft des Eides, Bezeichnung des Styx                  | Roscher 1,2742. Hesiod: Theogonie 231.                       |
| Hyaden         | Ὑάδες             | Nymphen in wechselnder Zahl und Abstammung, „die es regnen lassen“                   | Roscher 1,2752-2758.                                         |
| Hyakinthos     | Ὑάκινθος          | Sohn von Amyklas und Diomede, Geliebter des Apollon, auffallend schön                | Roscher 1,2759-2766.                                         |
| Hyanthidas     | Ὑανθίδας          | König von Korinth zusammen mit seinem Bruder Doridas, Sohn des Propodas              | Roscher 1,2766. Pausanias 2,4,3.                             |
| Hyas           | Ὕας, Ὕαντος       | Sohn des Atlas, Bruder der zwölf Hyaden                                              | Roscher 1,2766 (1). Scholion, Ilias 18,486.                  |
| Hybris         | Ὕβρις             | Nymphe für Übermut und Anmaßung, mit Zeus Mutter des Pan                             | Roscher 1,2767 (2). Tzetzes, Scholion: Lykophron 772.        |
| Hydeas         | Ὑδέας             | Vater der Asteria, Großvater des Hydissos                                            | Roscher 1,2768. Stephanos von Byzanz sv Ὑδισσός.             |
| Hydissos       | Ὑδισσός           | Sohn von Bellerophon und Asteria, Gründer der karischen Stadt Hydissos               | Roscher 1,2768. Stephanos von Byzanz sv Ὑδισσός.             |
| Hydra          | Ὕδρα              | Ungeheuer, schlangenähnliche Schwester von Kerberos, Chimaira, Sphinx                | Roscher 1,2769. Bibliotheke des Apollodor 2,5,2.             |
| Hydros         |                   | Ursprung für die Orphiker, aus seinem Schlamm entsteht die Gaia                      |                                                              |
| Hygieia        | Ὑγίεια            | Göttin der Gesundheit, Tochter des Asklepios, Schutzpatronin der Apotheker           | Roscher 1,2772-2792.                                         |
| Hylaios        | Ὑλαῖος            | Kentaur, getötet von Atalante und anderen                                            | Roscher 1,2792.                                              |
| Hylas          | Ὕλας              | Waffenträger des Herakles zu den Argonauten, in Mysien von Nymphen gefangen          | Roscher 1,2792-2796.                                         |
| Hylates        | Ὑλάτης            | Gott der Stadt Kurion in Zypern, ein Epitheton für Apollon                           | Roscher 1,2796-2798. Stephanos von Byzanz sv.                |
| Hyles          | ῝Υλησ             | Kentaur, in der Kentauromachie von Peleus getötet                                    | Ovid, Metamorphosen 12, 378–379, Wikisource.                 |
| Hyllos         | Ὕλλος             | Sohn von Herakles und Deianeira, ein Herakleide, Gatte der Iole                      | Roscher 1,2798 (2). Bibliotheke des Apollodor 2,7,7.         |
| Hylonome       | Ὑλονόμη           | Kentaurenfrau, Tochter von Ixion und Nephele, Gattin des Kyllaros                    | Roscher 1,2800. Ovid: Metamorphosen 12,393.                  |
| Hymenaios      | Ὑμέναιος          | Gott der Hochzeit, Sohn einer Muse, geflügelter schöner Jüngling mit Fackel          | Roscher 1,2800-2804.                                         |
| Hyperantus     |                   | Sohn des Aigyptos, wie fast 50 Brüder von der Danaide Elektra erdolcht               | Roscher 1,2805. Hyginus: Fabulae 170.                        |
| Hyperbios      | Ὑπέρβιος          | Gigant, Sohn der Gaia, versucht, die Olympischen Götter zu stürzen                   |                                                              |
| Hyperbios      | Ὑπέρβιος          | Sohn des Aigyptos, wie fast 50 Brüder von der Danaide Kelaino erdolcht               | Roscher 1,2805 (1). Bibliotheke des Apollodor 2,1,5.         |
| Hyperbios      | Ὑπέρβιος          | Athener, Bruder des Euryalos, erfand Ziegelbrennen und Hausbau                       | Roscher 1,2805 (2). Plinius der Ältere NH 7,56.              |
| Hyperbios      | Ὑπέρβιος          | Korinther, erfand die Töpferscheibe                                                  | Roscher 1,2805 (3).                                          |
| Hyperboreer    | Ὑπερβόρειοι       | mythischer Volksstamm                                                                | Roscher 1,2805-2841.                                         |
| Hyperion       | Ὑπερίων           | Titan des Lichts, Sohn von Uranos und Gaia, Vater von Helios, Selene, Eos            | Roscher 1,2842 (1). Hesiod: Theogonie 134.                   |
| Hyperippe      | Ὑπερίππη          | Danaide, eine von fast 50, die den Bräutigam Hippokorystes erdolcht                  | Roscher 1,2843. Bibliotheke des Apollodor 2,1,5.             |
| Hypermestra    | Ὑπερμήστρα        | Danaide, die den Gatten Lynkeus nach der Hochzeit nicht erdolcht                     | Roscher 1,2843 (1). Pindar: Nemeen 10,6.                     |
| Hypermestra    | Ὑπερμήστρα        | Tochter von Thestios und Eurythemis, Schwester der Leda, Gattin des Oikles           | Roscher 1,2844 (2). Bibliotheke des Apollodor 1,7,10.        |
| Hypermnestra   | Ὑπερμνήστρα       | siehe Hypermestra, eine Danaide                                                      |                                                              |
| Hyperteleatas  | Ύπερτελεάτας      | Epiklese des Apollon, als Heilgottheit in Lakonien                                   | Roscher 1,2845.                                              |
| Hypnos         | Ὕπνος             | Gott des Schlafes, Beiname Chthonios, römisch Somnus, für Hypnose                    | Roscher 1,2846-2851. Hesiod: Theogonie 211.                  |
| Hypseus        | Ὑψεύς             | König der Lapithen in Thessalien, Sohn von Peneios und Najade Krëusa                 | Roscher 1,2853 (1). Pindar: Pythia 9,13.                     |
| Hypseus        | Ὑψεύς             | Gefährte des Phineus, Gegner des Perseus auf dessen Hochzeit                         | Roscher 1,2853 (2). Ovid: Metamorphosen 5,99.                |
| Hypseus        | Ὑψεύς             | Sohn des Asopos, kämpft im Krieg der Sieben gegen Theben                             |                                                              |
| Hypsipyle      | Ὑψιπύλη           | Königin auf Lemnos, Tochter des Thoas, Mutter der Zwillinge Euneos und Deipylos      | Roscher 1,2853-2856 (1). Bibliotheke des Apollodor 1,9,17.   |
| Hyrmine        | Ὑρμίνη            | Tochter der Anaxiroe, mit Phorbas Mutter von König Augias                            | Roscher 1,2860. Pausanias 5,1,4.                             |
| Hyrnetho       | Ὑρνηθώ            | Tochter des Temenos, des Königs von Argos, Gattin des Deiphontes                     | Roscher 1,2860.                                              |
| Hyrtakos       | Ὕρτακος           | Gatte der Arisbe, Vater von Nisos und Asios                                          | Roscher 1,2860 (2). Vergil: Aeneis 9,177.                    |
| Hysminai       | Ὑσμίναι           | Göttinnen der Schlachten, Töchter der Eris, der Göttin der Zwietracht                | RE IX,1,540.                                                 |